# 普雷斯特维奇奖章
普雷斯特维奇奖章（英語：Prestwich Medal）是英国伦敦地质学会颁发的科学奖章，以著名地质学家约瑟夫·普雷斯特维奇的姓氏命名，原本为每3年颁发一次，2014年后改为一年一次。

## 得主
- 1903年：第一代埃夫伯里男爵約翰·盧伯克
- 1948年：亨利·步日耶
- 1969年：路易斯·李奇和瑪麗·李奇
- 1993年：哈利·艾德菲德
- 2007年：弗雷德里克·瓦因
- 2018年：揚·扎拉謝維奇